# مجول مسود (جيشان)

تعديل مصدري - تعديل

مجول مسود هي إحدى قرى عزلة جيشان بمديرية جيشان التابعة لمحافظة أبين، بلغ تعداد سكانها 98 نسمة حسب تعداد اليمن لعام 2004.